# 키키모라

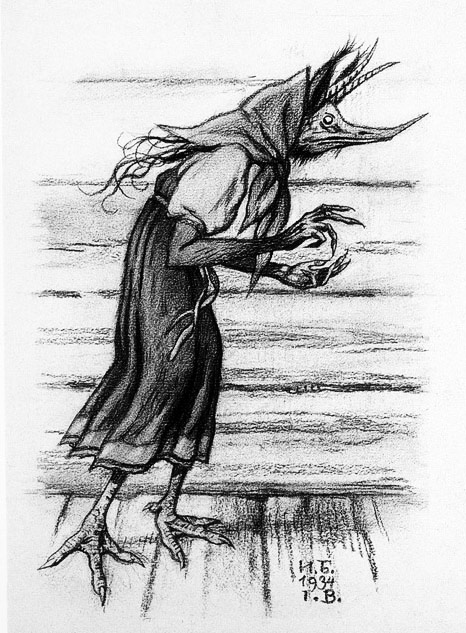
키키모라

키키모라(Kikimora; 러시아어: кики́мора)는 슬라브 신화에 나오는 가정의 여자 정령이며, 때로는 도모보이와 결혼했다고도 알려져 있다. 키키모라는 세례받지 않은 아이들의 정령이라고 하고 붐붐지제지제라고 운다고 한다.
어떤 이야기들에서 키키모라는 골무만큼 작은 머리에 짚처럼 가는 몸을 가졌다고 전해진다. 다른 이야기들에서는 머리를 길게 늘어뜨린 평범한 여자의 모습이라고 전해진다. 그런가하면 더러운 옷을 입고 있는 곱사등이 여자의 모습으로도 묘사된다.
집안이 잘 유지되면 키키모라는 닭들과 집안일을 돌본다고 알려져 있다. 집안이 잘 유지되지 않을 경우 밤에 아이들을 간지럽히거나 아이들 곁에서 우는 소리를 낸다고 한다. 키키모라는 밤에 실을 잣는다고도 하는데, 이를 본 사람은 곧 죽는다고 한다.
키키모라는 보통 난로 뒤나 지하실에 살며, 늪이나 숲에서도 발견된다고 한다.